# 宮錫雄
宮 錫雄（クン・ソグン、クン・ソクウン、朝鮮語: 궁석웅、1944年8月22日 -  ）は、朝鮮民主主義人民共和国の外交官、政治家。18年間外務次官を務め、対ヨーロッパ外交を主導した。

## 経歴
1944年生まれ。平安南道出身。平壌外国語大学・平壌国際関係大学を卒業し、外交官となる。1978年からシンガポール大使館二等書記官、1990年に外交部副局長、1991年にヨルダン大使などを歴任した。1998年8月には外務省副相(外務次官)に任命され、訪朝した欧州連合の要人と会談を行うなど、主に対ヨーロッパ外交を担当した。2015年には訪露した盧斗哲内閣副総理に随行し、ユーリ・トルトネフ副首相兼極東連邦管区大統領全権代表と会談した。
2016年10月12日には太永浩駐英公使が脱北した責任を取らされ、地方の農場に追放されたと報道されたが、10月16日に職務を解任されていたが健在が確認された。

## 参考サイト
- 북한정보포털